# Federico Díaz (actor)
Federico Díaz (Montevideo, 1 de junio de 1977) es un actor, cantante y conductor uruguayo nacionalizado mexicano.

## Trayectoria
Sus estudios actorales comenzaron en el Teatro Rojas de la ciudad de Buenos Aires, Argentina.
Se radicó en México 14 años, donde ha desarrollado principalmente su carrera profesional. A su llegada a México en el año 2000 reforzó sus estudios en el CEA de Televisa donde al poco tiempo comenzó a participar en diferentes producciones con: Nicandro Díaz, Emilio Larrosa, Miguel Ángel Fox, Salvador Mejía, Genoveva Martínez entre varios productores.
En 2005 comienza a conducir por 5 años consecutivos en todo el mundo el programa Wild On! Latino a través de la señal del canal E! Entertainment Televisión, así como conductor principal de E! Special en los años 2007 y 2008.
Algunas de las telenovelas más destacadas en donde ha participado son Las Juanas en el 2004 con un papel antagónico, también protagonizó "Mujer, casos de la vida real" en varios de sus episodios a través de Televisa, tuvo participaciones especiales en las telenovelas "Mañana es para siempre" y  "Rebelde" en el 2008.
En 2009 participó en la telenovela angentina "Se dice amor" de la cadena Telefe; de vuelta en México el 2011 protagonizó varios episodios de la serie "Como dice el dicho" para Televisa y en el 2012 tuvo una participación especial en la telenovela juvenil "Miss XV" del productor Pedro Damian.
En cine protagonizó "Dos bien puestos" del director Hernando Name donde compartió crédito con dos grandes actores, Eric del Castillo y Julio Alemán, también participó en la película "Lágrimas de Miel" del director Canek Juárez.
Fue anfitrión de Moda Nextel en el 2011 a través de Televisa, en el 2013 se incorpora como invitado especial en el Programa Matutino "DE BUENAS" de la televisora Tv Mexiquense. 
En el 2013 decide formar parte de "FEDE & TIAGO" junto a Santiago Garza, donde hasta el día de hoy cuentan con 6 sencillos en ELECTRO POP MERENGUE Y TINTES DE RUMBA FLAMENCA. 
El 2014 FEDE Y TIAGO lanzaron el tema tributo a Gloria Estefan MAKE MY HEART GO y la balada pop LUJURIA Y TERNURA tema escrito por el ganador del Premios Grammy Latinos Fabian Farhat.
Actualmente se encuentra promocionando sus nuevo sencillo "Disfruta la vida", tema y video grabado en la ciudad de Nueva York junto al dueto Charlie Y Enrique de origen Dominicano. Y en su faceta como actor esta en el elenco de Tierra de Reyes producción de la cadena Telemundo.

## Trayectoria artística

### Telenovelas
- Sangre de mi tierra (2017-2018) - Miguel "Mike" González
- La fan (2016-2017) - Dr. Quiroga
- Tierra de Reyes (2014-2015) - Gregorio Jiménez
- Miss XV (2012) - Participación especial
- Se dice amor (2009) - Reparto
- Rebelde (2008) - Participación especial
- Mañana es para siempre (2008-2009) - Participación especial
- Las Juanas (2004) - Juan Ramón

### Música
- Begging for love Fede y Tiago - Sencillo
- Make my heart go Fede y Tiago - Sencillo
- Lujuria y Ternura Fede y Tiago - Sencillo
- Disfruta la vida Fede y Tiago ft. Charlie y Enrique - Sencillo
- Si ella pide un beso Fede y Tiago - Sencillo Próximo Estreno

### Cine
- Lágrimas de Miel (2012)
- Dos bien puestos (2000)

### Unitario
- Como dice el dicho
- Mujer, casos de la vida real

### Teatro
- El Jorobado de Notre Dame
- Cenicienta
- La Cara Oculta de la Luna

### Programas
- Los 50 Concursante Telemundo 2024[1]
- De Buenas Coconductor Tv Mexiquense 2013
- Moda Nextel Conductor Principal Televisa 2011
- Wild On! Latino y E! Special Conductor Principal Canal E! Entertainment Televisión
- Estilo Punta del Este Conductor Principal Canal 10 Uruguay 2005